# 河内村 (新潟県)
河内村（かわちむら）は、かつて新潟県中魚沼郡にあった村。

## 沿革
- 1889年（明治22年）4月1日 - 町村制施行に伴い中魚沼郡山本村、八箇村、高山村（一部）が合併し、河内村が発足。
- 1901年（明治34年）11月1日 - 中魚沼郡川治村と合併し、川治村を新設して消滅。